# Conférence épiscopale du Nicaragua
La Conférence épiscopale du Nicaragua (en espagnol : Conferencia Episcopal de Nicaragua, abrégé CEN) est une conférence épiscopale de l’Église catholique qui réunit les ordinaires du Nicaragua.
Elle fait partie du Conseil épiscopal latino-américain (CELAM), avec une vingtaine d’autres conférences épiscopales.

## Membres
Sont membres de la conférence épiscopale en 2022 :
- René Sócrates Sándigo Jirón (es), évêque de León[3] ;
- Marcial Humberto Guzmán Saballos (es), évêque de Juigalpa[4] ;
- Silvio José Báez Ortega, évêque auxiliaire et vicaire général de l’archidiocèse de Managua[5] ;
- Leopoldo José Brenes Solórzano, archevêque de Managua ;
- Rolando José Álvarez Lagos, évêque de Matagalpa et administrateur apostolique d’Estelí ;
- Jorge Solórzano Pérez (es), évêque de Granada ;
- Pablo Ervin Schmitz Simon (es), évêque émérite de Bluefields ;
- Juan Abelardo Mata Guevara (es), évêque émérite d’Estelí ;
- Isidoro del Carmen Mora Ortega (es), évêque de Siuna ;
- Carlos Enrique Herrera Gutiérrez (es), évêque de Jinotega ;
- Francisco José Tigerino Dávila (es), évêque de Bluefields[6] ;
- Bernardo Hombach Lütkermeier (es), évêque émérite de Granada.

Notons que Rubén López Ardón (es), ancien évêque d’Estelí, semble ne pas être compté par la conférence épiscopale comme « évêque émérite ».

## Sanctuaires
La conférence épiscopale a désigné quatre sanctuaires nationaux :
- le sanctuaire Notre-Dame-de-Cuapa de San Francisco de Cuapa[8], en 2013[9] ;
- le sanctuaire Christ-des-Miracles-d’Esquipulas d’El Sauce[10], en 1984[11] ou 1985[12] ;
- la basilique de l’Immaculée-Conception-de-Marie d’El Viejo[13], en 1995[14],[12] ;
- le sanctuaire Jésus-le-Sauveur de Popoyuapa à Rivas[15], en 2013[16],[12].